# Breakdown (Tom Petty and the Heartbreakers)
Breakdown is een nummer van de Amerikaanse band Tom Petty and the Heartbreakers uit 1977. Het is de eerste single van hun titelloze debuutalbum. 

## Achtergrondinformatie
"Breakdown" is een rocknummer met soulinvloeden. Het gaat over een giftige relatie waaraan de liedverteller van plan is een einde te maken. Toen het nummer in november 1976 werd uitgebracht, deed het niets in de hitlijsten. Maar na een aantal maanden toeren door het Verenigd Koninkrijk als openingsact voor Nils Lofgren (Crazy Horse, Grin) werd het nummer in februari 1977 opnieuw uitgebracht. Het duurde vervolgens nog bijna een jaar voordat er een bescheiden 40e positie in de Amerikaanse Billboard Hot 100 werd behaald. Op het Europese continent werden geen hitlijsten gehaald, maar in het Nederlandse taalgebied geniet de plaat wel bekendheid en wordt het regelmatig gedraaid op voornamelijk rockzenders.
In de Verenigde Staten werd de single eerst uitgebracht met "The Wild One, Forever" als B-kant. De heruitgave in 1977 kwam met "Fooled Again (I Don't Like It)". Tijdens concerten combineerde Petty het nummer vaak met "Hit the Road Jack" van Ray Charles.